# 大洋集團
大洋集團控股有限公司，簡稱大洋集團控股，以及大洋集團（英語：Ta Yang Group Holdings Limited，港交所：1991），在1991年由黃勝舜（主席）、吳意誠等人創立名為「東莞大洋矽膠製品有限公司」。而總裁為黃德威。
而業務則在全球經營生產及銷售矽膠按鍵產品。招股價為3.5港元，發行股份為2億股，而集資額為7億港元，而股份則在2007年6月8日於香港交易所主板上市。
總部位於廣東省東莞市樟木頭鎮金河工業區新光路。

## 連結
- Tayang.com（页面存档备份，存于）